# Breakdown of Sanity
Breakdown of Sanity — швейцарський металкор-гурт з міста Берн, заснований в 2007 році. Назва гурту перекладається як «розлад глузду» та покликана відобразити агресію музики і похмурий дух часу сучасного суспільства. Breakdown of Sanity є одним з DIY гуртів, характерних для хардкор-панк музики.

## Історія

### Початок і The Last Sunset
Навесні 2007 року, гітарист і автор пісень Олівер Штінгер працював над ідеями пісень, які повинні бути відтворені після розпуску свого колишнього гурту Paranoia. Вокаліст Карло Кнопфель, який працював гітаристом у гурті Nerp, приєднався до Штінгера. Удвох вони працювали з Drumcomputer, щоб записати свої перші пісні, незважаючи на відсутність барабанщика. Штінгер і Кнопфель розглядали на той час й інших придатних музикантів для створення нового гурту. Басистом був обраний Сезар Гонін. Гонін грав з Штінгером також в Paranoia. Близько півроку тріо шукало барабанщика, перш ніж відшукали в грудні 2007 року Томаса Ріндлісбахера, який грав в гурті Mortal Hatred з Туну.
Вперше гурт почав репетиції на початку 2008 року. Незабаром після заснування прийшов Сандро Каузен як другий гітарист до гурту. Каузен раніше грав в Trinity і також брав активну участь в різних інших проєктах. Навесні 2009 року Сандро Каузен був замінений Крістофом Гігаксом. Гігакс вже грав у гуртах Close In Sight та Estate of Embers. У лютому 2009 року вони випустили перший альбом. Альбом називався The Last Sunset і вийшов на кошти Штінгера. На концертах Breakdown of Sanity грав з такими відомими групами, як August Burns Red, Salt the Wound, Aborted, The Black Dahlia Murder, Cataract, Sylosis, Neaera, outh of Today та інші. Їх перший концерт за межами Швейцарії відбувся в 2009 році в Німеччині. У тому ж році, лейбл Quam Libet Records проводить семплер під назвою Heavy Metal Nation VI, на якому гурт виступив з піснею «Read My Lips». У серпні 2010 гурт з'явився на Open Air Graenichen. Того ж дня там грали такі гурти як No Use for a Name, Lagwagon, Streetlight Manifesto, Sylosis і Goodbye Fairbanks.

### АльбомMirrors
2011 рік почався для Breakdown of Sanity з концерту в Берні 4 лютого, де вони зіграли разом з Cataract. 4 квітня 2011 року Breakdown of Sanity опублікували другий альбом під назвою Mirrors. У тому ж році гурт гастролював Європою разом з Vorgruppen wie, Breathing While Buried, Sequoia Shade, Resurrection, Scream Your Name, Sense of a Divination та Penguins on Extasy. Під час туру Німеччиною гурт був підтриманий Fuze Magazine, Monster Energy і Macbeth Footwear. Під час туру, який тривав з 20 серпня по 21 вересня 2011 року гурт побував в Швейцарії, Німеччині, Бельгії, Люксембурзі, Франції і Австрії. 23 грудня 2011 року вийшов перший сингл, який мав назву «Chapters». Через день гурт представив пісню доступною для безкоштовного завантаження фанатами на Facebook.
У січні 2012 року гурт відіграв багато концертів у Швейцарії, Італії та Німеччині. В Zizers гурт грав разом з гуртом The Sorrow. 21 квітня 2012 року Breakdown of Sanity грав в Лейпцизі на «Impericon Festival II» та 16 червня 2012 року на Mach1 Festival у Монтабаурі.

### АльбомPerception
Третій студійний альбом Perception вийшов 18 жовтня 2013 року. Крім того відбувся тур з такими гуртами, як August Burns Red та Architects. Ці концерти відбулися в контексті з Impericon Progression Tour протягом квітня. П'ятиконцертний тур охопив Герфорд, Бохум, Штутгарт, Вюрцбург та Мюнхен. Разом з Architects, August Burns Red та Breakdown of Sanity були також добре відомі Callejon, а також Adept. Грав гурт Progression Tour, який також був на Impericon Festival в Лейпцигу та Відні.
Перший концерт в 2013 році гурт грав 11 січня в Цюриху разом з Scream Your Name в Берні. 3 червня 2013 року було оголошено, що Breakdown of Sanity вперше гратиме на With Full Force. Гурт грав по суботах в «Hard Bowl Stage».

### АльбомCoexistence
8 травня 2016 року був анонсований четвертий студійний альбом, який отримав назву Coexistence. Дату релізу назначено на вересень 2016 року. Він також був повністю спродюсований Штінгелем. У жовтні гурт вирушив у двотижневий промо-тур Європою. На розігріві виступали австралійські Dream On, Dreamer і французькі Novelists. Завдяки альбому гурт вперше потрапив до різних топ-50 чартів, у тому числі й у Швейцарії. 11 травня 2017 року гурт оголосив, що наразі більше не буде виступати як гурт, і відіграв останній концерт 29 грудня 2017 року у Берні в Biehübeli, який був заповнений під зав'язку.
Через 3 роки гурт оголосив про повернення і 25 вересня 2020 року випустив сингл «Traces». Ще через рік, 4 листопада 2021 року, вийшов ще один сингл під назвою «Black Smoke».

## Музичний стиль
Breakdown of Sanity грають класичний металкор, чергуючи важкі гітарні рифи, брейкдауни і мелодійні інструментальні інтерлюдії. Вокал Карло Кнепфеля складається виключно з глибокого гроулу та нечіткого співу. Тексти пісень, написані Кнепфелем і Штінгелем, стосуються соціально критичних тем і особистого досвіду.
Гурт грає металкор, оскільки музиканти вважають цей жанр найкращим способом різнобічного вираження своїх емоцій. Також підкреслюється сучасний стиль жанру як «музика завтрашнього дня».
| Ліві лапки | "Це неймовірна енергетика. Навряд чи якийсь інший стиль музики дозволяє виражати свої емоції у такий різноманітний спосіб. Ми також вважаємо, що сучасна стерильність — це те, до чого варто прагнути — це музика завтрашнього дня". Олівер Штінгель в інтерв'ю для rawk.ch. | Праві лапки |

Гурт діє в форматі DIY, від продюсування, дизайну обкладинок і статей для мерчандайзингу до бронювання концертів і турів. Олівер Штінгель спродюсував усі альбоми гурту. Басист Сесар Гонін опікується фінансами та технологіями. Британський журнал Rock Sound описує Breakdown of Sanity як гурт, що зберігає стиль DIY.

## Дискографія

### Сингли
- 2011: «Chapters»
- 2012: «Stronger» (кавер на Kanye West)
- 2020: «Traces»
- 2021: «Black Smoke»

### Альбоми
- 2009: The Last Sunset
- 2011: [MIRRORS]
- 2013: Perception
- 2016: Coexistence